# کاتیا فلینت

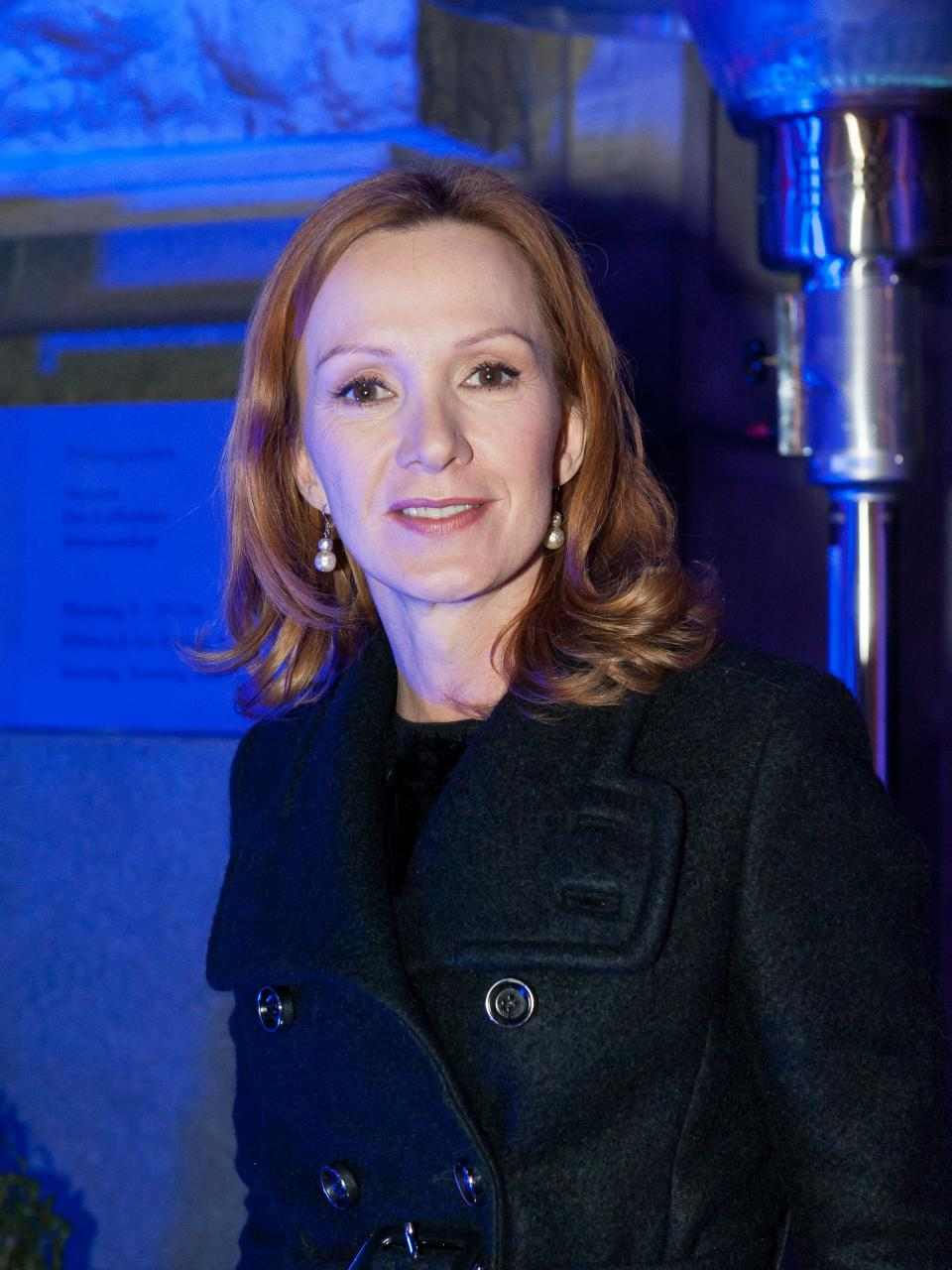
کاتیا فلینت در شصت و دومین جشنواره بین‌المللی فیلم برلین

کاتیا فلینت (به انگلیسی: Katja Flint، زاده ۱۱ نوامبر ۱۹۵۹ در اشتات‌هاگن) یک هنرپیشه اهل آلمان است. او از سال ۱۹۸۲ در بیش از ۱۰۰ فیلم و اثر تلویزیونی حضور پیدا کرده‌است. یکی از برجسته‌ترین نقش‌های او تاکنون، مارلنه دیتریش در فیلم مارلنه در سال ۲۰۰۰ بوده‌است. فلینت در یوتا آمریکا بزرگ شد و با هنرپیشه مشهور اهل آلمان، هاینر لاوترباخ ازدواج کرد. البته آن‌ها بعداً در سال ۱۹۹۱ از هم جدا شدند. آن‌ها یک پسر دارند که نامش اسکار است.

## فیلم‌شناسی
- Piratensender Powerplay (۱۹۸۲)
- Kolp (۱۹۸۳)
- Vergesst Mozart (۱۹۸۵)
- Leo und Charlotte (۱۹۹۱)
- تروریست مردم‌سالار (۱۹۹۲)
- The Invincibles (۱۹۹۴)
- A Girl Called Rosemary (۱۹۹۶، تلویزیونی)
- Widows - Erst die Ehe, dann das Vergnügen (۱۹۹۸)
- Straight Shooter (۱۹۹۹)
- Marlene (۲۰۰۰)
- Il giovane Casanova (۲۰۰۲)
- Olgas Sommer (۲۰۰۳)
- Pfarrer Braun - Der Fluch der Pröpstin (۲۰۰۴، تلویزیونی)
- Kabale und Liebe (۲۰۰۵، تلویزیونی)
- The White Masai (۲۰۰۵)
- Warum Männer nicht zuhören und Frauen schlecht einparken (۲۰۰۷)